# Giuseppe Montello
Giuseppe Montello (Tolmezzo, 7 dicembre 1992) è un ex sciatore nordico italiano attivo nel biathlon e nello sci di fondo.

## Biografia
Giuseppe Montello, originario di Forni Avoltri e figlio di Moreno, ex atleta e allenatore di biathlon, ha iniziato la sua carriera agonistica gareggiando nel biathlon; attivo dalla stagione 2012-2013, ha esordito in Coppa del Mondo il 6 dicembre 2013 a Hochfilzen in sprint (100º), ai Campionati mondiali a Hochfilzen 2017, dove si è classificato 87º nell'individuale, 44º nella sprint, 34º nell'inseguimento e 5º nella staffetta e ai Giochi olimpici invernali a Pyeongchang 2018, sua unica presenza olimpica, dove si è piazzato 40º nell'individuale, 50º nella sprint, 39º nell'inseguimento e 12º nella staffetta.
In Coppa del Mondo ha conquistato il miglior piazzamento individuale il 20 dicembre 2018 a Nové Město na Moravě in sprint (27º) e il miglior risultato il 13 gennaio 2019 a Oberhof in staffetta (6º); ai successivi Mondiali di Östersund 2019, sua ultima presenza iridata, è stato 75º nella sprint e 15º nella staffetta. Ha preso per l'ultima volta il via in Coppa del Mondo il 1º dicembre 2019 a Östersund in sprint (71º) e ha gareggiato nel biathlon fino al termine della stagione 2020-2021; la sua ultima gara nella specialità è stata la staffetta mista di IBU Cup disputata il 14 marzo a Obertilliach, chiusa da Montello all'8º posto.
Dalla stagione 2021-2022 si è dedicato allo sci di fondo, gareggiando prevalente in gare FIS, granfondo e Alpen Cup; ha preso il via in una tappa della Coppa del Mondo, la 10 km di Dobbiaco del 4 febbraio 2023 (34º), e si è ritirato al termine della stagione 2023-2024.

## Palmarès

### Biathlon

#### Coppa del Mondo
- Miglior piazzamento in classifica generale: 87º nel 2017

### Sci di fondo

#### Coppa del Mondo
- Miglior piazzamento in classifica generale: 162º nel 2023

#### Campionati italiani
- 2 medaglie:
  - 2 bronzi (10 km TL nel 2023; 10 km TL nel 2024)